# Myospalax aspalax
Myospalax aspalax é uma espécie de roedor da família Spalacidae. Pode ser encontrado na China, Mongólia, e Rússia.